# Nam Sang-mi
Nam Sang-mi (Yeongju, 3 maggio 1984) è un'attrice sudcoreana.

## Biografia
Nata a Yeongju il 3 maggio 1984, intraprende la carriera di attrice nel 2001. Nel 2004 partecipa a Geunyeoreul moreumyeon gancheop e Geunyeoreul midji maseyo, mentre nel 2006 come protagonista a Jambokgeunmu e nella serie televisiva Bullyang gajok. Nel 2014 partecipa al film Slow Video, mentre nel 2018 è la protagonista del drama Geunyeoro malhal geot gat-eumyeon.